# 杰姬·科林斯

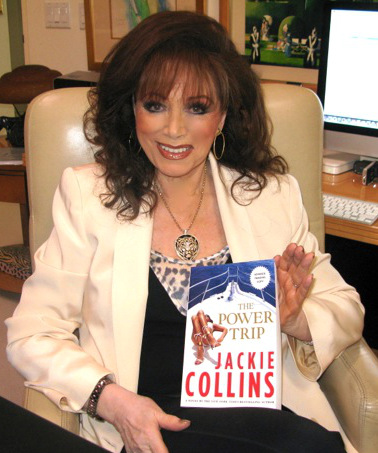
杰姬·科林斯

杰姬·科林斯OBE （1937年10月4日 - 2015年9月19日）是一位英国愛情小說作家和演员，也是瓊·考琳絲的妹妹。1985年，她搬到洛杉矶定居。 她一生一共創作了32部小说，這些小說全部登上紐約時報暢銷書榜。她的书销量超过 5 亿册，而且被翻译成40种语言。不過她的一些作品一度因為色情內容過多而在部分國家被封禁。她的8部小说已被改编成电影或电视连续剧。最終杰姬·科林斯因乳腺癌去世。